# Moléson
Moléson – szczyt w Alpach Fryburskich, części Alp Zachodnich. Leży w Szwajcarii w kantonie Fryburg. 